# AISI 304
L'AISI 304 è un acciaio inox austenitico amagnetico, composto da un basso tenore di carbonio (circa lo 0,05%), da un tenore di cromo tra il 18% e il 20% e di nichel tra l'8% e l'11%; la sua densità è pari a 7900 kg/m3.
Il 304L è contraddistinto da un più basso tenore di carbonio (C), fino allo 0,03%; Il 304H ammette un range tra lo 0,04 e lo 0,1%, mentre il 304 ammette fino a 0,080% (alcuni acciai possono avere doppia certificazione 304 / 304H).
Il 304 è un acciaio inossidabile magro: il suo indice di inossidabilità (numero PREN) è infatti compreso in genere tra 17 e 22.
La designazione data è quella di uso più generale, e origina dall'American Iron and Steel Institute (AISI), poi recepita dall'ASTM con norma ASTM A 240; designazioni alternative sono:
| AISI       | Nome italiano | DIN W.Nr | EN - UNI      |
| ---------- | ------------- | -------- | ------------- |
| AISI 304   | 18-10         | 1.4301   | X5 CrNi 18-10 |
| AISI 304 L | 18-9          | 1.4307   | X2 CrNi 18-9  |

Questo acciaio è anche noto in Italia come "acciaio inox 18-10", e sotto questo nome costituisce l'inox più usato per pentole e servizi di posate; l'espressione "pentole in diciotto-dieci" è entrata ormai nell'uso quotidiano. Ma siccome questo acciaio è amagnetico, le vecchie pentole in 18-10 potrebbero non essere adatte alle piastre ad induzione. Tuttavia, i vari produttori (come AMC) hanno modernizzato le produzioni fin dal 1996 per il funzionamento anche sulle piastre ad induzione.
L'AISI 304 è stato usato anche per coniare monete italiane da 1 e 2 Lire; in questo contesto è un membro della classe di leghe denominata Acmonital.
L'inox 18-10 è inadatto per le lame dei coltelli da taglio, ma solo per i manici; così, nei servizi di posate di qualità adeguata, per le lame dei coltelli viene usato acciaio inox martensitico a più alto tenore di carbonio (almeno, tra lo 0,2% e il 2%), come ad esempio l'UNI X39Cr13 / AISI 420C / DIN 1.4031 con ~ 0,4% di carbonio e 13% di cromo, oppure vari altri simili o migliori, tutti magnetici. Infatti, tutte le lame in acciaio dei coltelli da taglio devono essere attratte dalle calamite; al contrario, le posate che si mettono in bocca, come cucchiai e forchette, devono essere amagnetiche.
L'acciaio 304, insieme al AISI 316, è usato spesso per i macchinari professionali dell'industria alimentare.